# Roxbury (Vermont)
Roxbury es un pueblo ubicado en el condado de Washington en el estado estadounidense de Vermont. En el año 2010 tenía una población de 691 habitantes y una densidad poblacional de 6.3 personas por km².

## Geografía
Roxbury se encuentra ubicado en las coordenadas 44°4′20″N 72°43′42″O / 44.07222, -72.72833.

## Demografía
Según la Oficina del Censo en 2000 los ingresos medios por hogar en la localidad eran de $43,438 y los ingresos medios por familia eran $44,000. Los hombres tenían unos ingresos medios de $26,833 frente a los $25,750 para las mujeres. La renta per cápita para la localidad era de $16,880. Alrededor del 9% de la población estaban por debajo del umbral de pobreza.